# Дзюгэму
Дзюгэму (яп. 寿限無) — японская народная сказка, одна из классических и самых известных историй ракуго. Как правило, входит в репертуар дзэндза, начинающего ракугоки. В камигата-ракуго также носит название «Нагана» (яп. 長名, дословно «длинное имя»). У «Дзюгэму» простой сюжет, где самой смешной частью является постоянное повторение до нелепости длинного имени.
В Японии это имя используется в качестве скороговорки для тренировки дикции, а сама история часто упоминается и пародируется во множестве произведений. В 1968 году видоизменённый пересказ «Дзюгэму» (уже о китайском мальчике) достиг США и был издан там под названием «Tikki Tikki Tembo».

## Сюжет
В «Дзюгэму» доводится до абсурда и высмеивается вера в то, что «правильное» имя, содержащее указание на здоровье и долголетие, само по себе обеспечит человека этими благами. По сюжету отец новорожденного ребёнка захотел дать ему подобное имя и отправился в храм посоветоваться с бонзой. Бонза предложил родителю много прекрасных имён. Однако отец, не в силах выбрать какое-то одно и считая, что «чем больше, тем лучше», дал ребёнку имя, составленное из всех предложенных слов.
Существует много концовок истории. В классическом варианте подросший Дзюгэму падает в реку или колодец. Видевшие это дети убегают звать на помощь, но рассказ взрослым о случившемся (из-за длинного имени и постоянного его повторения) занимает слишком много времени, и спасти Дзюгэму не успевают.
В более поздних интерпретациях Дзюгэму дерётся с другом, и когда тот после прибегает к матери Дзюгэму жаловаться на набитую шишку, рассказ занимает столько времени, что к концу шишка уже проходит. В ракуго, жанре преимущественно комедийном, чаще всего используется именно эта, менее поучительная, но более смешная концовка.

## Полное имя
| Японский                                   | Русский                                  |
| ------------------------------------------ | ---------------------------------------- |
| 寿限無 寿限無                              | Дзюгэму Дзюгэму                          |
| 五劫の擦り切れ                             | Гоко:-но сурикирэ                        |
| 海砂利水魚の                               | Кайдзярисуйгё-но                         |
| 水行末 雲来末 風来末                       | Суйгё:мацу Унраймацу Фу:раймацу          |
| 食う寝る処に住む処                         | Ку:нэрутокоро-ни сумутокоро              |
| やぶら小路の藪柑子                         | Ябурако:дзи-но ябуко:дзи                 |
| パイポパイポ パイポのシューリンガン        | Пайпопайпо Пайпо-но Сю:ринган            |
| シューリンガンのグーリンダイ               | Сю:ринган-но Гу:риндай                   |
| グーリンダイのポンポコピーのポンポコナーの | Гу:риндай-но Помпокопи:-но Помпокона:-но |
| 長久命の長助                               | Тё:кю:мэй-но тё:сукэ                     |

## Значения имён
Дзюгэму (яп. 寿限無)
Дословно «бесконечное долголетие».
Гоко-но сурикирэ (яп. 五劫の擦り切れ гоко:-но сурикирэ)
Дословно «пять ко истирания [камней]».
Кайдзярисуйгё (яп. 海砂利水魚)
Дословно «галька в море и рыба в воде».
Суйгёмацу (яп. 水行末 суйгё:мацу)
Дословно «[то,] куда попадёт вода».
Унраймацу (яп. 雲来末)
Дословно «[то,] откуда [прибыли] облака».
Фураймацу (яп. 風来末 фу:раймацу)
Дословно «[то,] откуда [дует] ветер».
Кунэрутокоро (яп. 食う寝る処 ку:нэрутокоро)
Дословно «место, где [можно] поспать и поесть».
Сумутокоро (яп. 住む処)
Дословно «место, где [можно] жить».
Ябуракодзи-но ябукодзи (яп. やぶら小路の藪柑子 ябурако:дзи-но ябуко:дзи)
Дословно «ардизия [, цветущая] на улочке Ябура».
Пайпо, Сюринган, Гуриндай, Помпокопи, Помпокона
Это выдуманные имена королевства и королевской семьи, являющиеся отсылкой к Древнему Китаю. Пайпо — богатое и мирное королевство, которым правит Сюринган со своей женой Гуриндай. У них есть две дочери, принцессы Помпокопи и Помпокона. Вчетвером всё семейство ведёт прекрасную и долгую жизнь.
Тёкюмэй (яп. 長久命 тё:кю:мэй)
Дословно «длинная и долгая жизнь». Выражение отсылает к ёдзидзюкуго «быть древним как небо и земля»  (яп. 天長地久 тэнтё:тикю:).
Тёсукэ (яп. 長助 тё:сукэ)
Дословно «долгожитель». Возможна также интерпретация как «долго помогать»  (яп. 長く助ける нагаку тасукэру).